# Jukiči Fukuzawa
Jukiči Fukuzawa (japonsky: 福澤諭吉 [Fukuzawa Jukiči] Hepburnovým přepisem: Yukichi Fukuzawa; 10. ledna 1835 v Ósace – 3. února 1901 v Tokiu) byl japonský samuraj, pedagog, autor a novinář, zakladatel univerzity Kei'ó-Gidžuku (jap. 慶應義塾大学). Založil deník Džidži šinpó (時事新報) a Institut nakažlivých nemocí (伝染病研究所 [Densenbjó Kenkjúdžo]). Seznámil Japonsko se západními myšlenkami, politickými a ekonomickými systémy a byl nejvlivnějším osvícenským myslitelem období Meidži. Jeho dílo Gakumon no Susume (學問のすゝめ - Povzbuzení ke studiu, 1872–1874) bylo ve své době bestsellerem.

## Život

### Dětství a studium
Narodil se 10. ledna 1835 v Ósace. Otec Hjakusuke Fukuzawa byl níže postavený, nicméně respektovaný samuraj. V Ósace reprezentoval Nakacu a spravoval finance svého pána. Zemřel, když byl Jukičimu jeden rok. Zůstali po něm dva synové a tři dcery. Rodina se po smrti otce vrátila do Nakacu. Živořili a malý Jukiči spravoval sandále. Do školy nastoupil až ve čtrnácti a kvůli nízké hodnosti otce byl šikanován. V domě, kde rodina bydlela, je dnes muzeum.
V létě roku 1853 ho starší bratr Sannosuke poslal do Nagasaki, aby studoval nizozemštinu a západní dělostřelectví. Poté, co mu spolužák podstrčil falešný dopis, že jeho matka onemocněla, odešel do Ósaky. Pod vedením lékaře Kóana Ogaty (1810-1863) pokračoval ve studiu medicíny a přírodních věd a přepsal a přeložil knihu o budování opevnění. V průběhu tříletého studia Sannosuke zemřel a Jukiči převzal službu hradního strážce. Matka však pána uprosila, aby směl studium dokončit. V roce 1858 si Jukiči nakonec otevřel v Tokiu vlastní školu nizozemských studií.

### Cesty na západ
Když po ansejských dohodách Japonsko otevřelo svoje přístavy západu, Fukuzawa zjistil, že jazykem západu je angličtina. Přestože neměl učitele ani slovník, začal se v Jokohamě učit anglicky. Roku 1860 odplul jako námořník s japonskou delegací do San Francisca. Strávil zde měsíc, zakoupil si Websterův slovník a vyfotil se s dcerou místního fotografa. Po návratu překládal diplomatické dokumenty a sepsal své první dílo Slovíčka a fráze v angličtině, čínštině a japonštině.
Následující rok se oženil s Okin, dcerou výše postaveného samuraje z Nakacu. Jako oficiální tlumočník pak doprovázel poselstvo do Evropy. Navštívil Francii, Velkou Británii, Nizozemsko, Německo, Rusko a Portugalsko. V roce 1867 byl podruhé v USA. Svoje zkušenosti shrnul v bestselleru Poměry na západě. Odborné knihy a jazykové učebnice, které přivezl z cest, si ručně přepisovali japonští studenti.

### Profesní dráha
Po úspěchu knihy Poměry na západě se stal předním odborníkem na západní kulturu, přesto po celý život nosil samurajský oděv. Věnoval se publikační, překladatelské a přednáškové činnosti. Své eseje vydal pod názvem Výzva ke vzdělání. Zcela opustil tradiční literární styl a psal tak, aby dílům rozuměli i prostí lidé.
Dne 1. března 1862 začal Fukuzawa vydávat nezávislé noviny Džidži šinpó, které se staly katalyzátorem společenských změn. Vedle článků o politice, domácích i zahraničních tématech, politické ekonomii, vzdělávání a školství, morálce, ženských právech aj. se zde objevovala i satira. Články a parodie, které sám napsal, později obsáhly více než polovinu z 22 svazků jeho sebraných děl.
Za své peníze zřídil roku 1867 školu Kei'ó-Gidžuku. Ta vyučovala přírodní vědy, západní jazyky a nově dokonce i tělocvik. Velký důraz se kladl na překladatelskou činnost. Starší a zkušenější žáci učili mladší, učitelé a žáci si byli rovni. Kei'ó-Gidžuku navštěvovaly stovky studentů a od roku 1890 zde působili američtí učitelé. Škola získala roku 1920 oficiální statut univerzity.
Svoji rozsáhlou činnost zaměřil na školství, filozofii a etiku. Založil Institut lékařských věd, navrhl reformu japonštiny, pomáhal zakládat školy a prosazoval reformu vzdělávání. Dokonce sepsal vlastní morální kodex Šúšin jórjó. Po celý život hledal cestu, jak smířit dávné tradice s moderní dobou a z jeho nadčasových myšlenek můžeme čerpat i dnes. Zemřel 3. února 1901 v Tokiu.

## Myšlenkový odkaz
Věřil, že vzdělání a nezávislost jsou základ pokroku a rozvoje. Dospěl k názoru, že nezávislost Japonsku nezajistí západní zbraně nebo technika, ale znalosti a technologie, a Japonsko musí přijmout západní instituce.
Opustil neokonfuciánskou tradici. Věřil v lidskou rovnost, proto obhajoval volný přístup ke vzdělání bez ohledu na společenské postavení nebo pohlaví. Vyslovoval se také pro nezávislost Koreje. Mezi jeho největší práce patří Výzva ke vzdělání. Další významnou publikací, určenou především intelektuálům, byl Nástin teorie civilizace.
Bývá nazýván „japonský Voltaire“. Svým celoživotním úsilím pomohl Japonsku překonat staletí kulturní izolace, přijmout západní kulturu a úspěšně západu konkurovat. Jeho myšlenky formovaly moderní Japonsko.

## Dílo
- Zótei Kaei Cúgo (Slovíčka a fráze v angličtině, čínštině a japonštině, 1860)
- Seijó džidžó (Poměry na západě, 1866-1870)
- Sekai Kunizukuši (Všechny země světa, psáno ve verších pro děti, 1869)
- Gakumon no Susume (Výzva ke vzdělání, 1872-1874)
- Bunmeiron no gairjaku (Nástin teorie civilizace, 1875)
- Teišicuron (O císařské rodině, 1882)
- Šúšin jórjó (1900)
- Fukuzawa Jukiči zenšú (Sebrané spisy Fukuzawy Jukičiho, 1958–64)

## Zajímavosti
Portrét Jukičiho Fukuzawy zdobí desetitisícovou japonskou bankovku.